# Prolasius wilsoni
Prolasius wilsoni é uma espécie de formiga do gênero Prolasius, pertencente à subfamília Formicinae.